# GNU toolchain
GNU toolchain est un terme générique désignant une chaîne de compilation utilisant des logiciels du projet GNU. GNU toolchain n'est pas un projet GNU, mais l'expression reste parfois utilisée à l'extérieur du projet pour désigner les  composants de la chaîne.

## Composants de la chaîne de compilation GNU
- GNU Binutils: Suite d'outils incluant un éditeur de liens, un assembleur et d'autres outils ;
- GNU Compiler Collection (GCC): Suite de compilateurs pour différents langages de programmation ;
- GNU C Library, bibliothèque C du système utilisée pour les appels au noyau et le traitement des processus de bas-niveau ;
- les en-têtes du noyau requis par la bibliothèque glibc (linux-headers dans le cas du noyau Linux) ;
- GNU Debugger (GDB): outil de débug;
- Autotools (GNU build system): 
  - Autoconf ;
  - Automake ;
  - GNU Libtool ;
  - GNU make: Outil d'automatisation de compilation et de génération d'exécutable ;

## Utilisation
Certaines parties de cette chaîne de compilation sont aussi directement utilisées ou portées sur d'autres plateformes telles que Solaris, Mac OS X, Microsoft Windows (via Cygwin et MinGW/MSYS), et la PlayStation 3.